# Доиашвили, Давид Теймуразович
Давид Теймуразович Доиашвили (Род. в 1971 году, Тбилиси) — грузинский театральный режиссёр-постановщик.

## Биография
Родился в Тбилиси. Окончил Тбилисский театральный институт им. Ш. Руставели (мастерская Михаила Ивановича Туманишвили). В качестве режиссёра сотрудничает с тбилисскими театрами, а также работает за рубежом.
Среди его постановок спектакли: «Дерево» М. Доиашвили, «Мадам Бовари» Г. Флобера (театр им. Д. Алексидзе, Тбилиси), «Три сестры» А. Чехова, «Саломея» О. Уайльда, (театр им. К. Марджанишвили, Тбилиси).  «Салемские колдуньи» А. Миллера в театре «Плэйхауз» г. Лидса (Великобритания).
С 1998 года — главный режиссёр Тбилисского академического театра им. К. Марджанишвили.
В 2000 году поставил оперу «Лючия ди Ламмермур» на Мариинской сцене. Эта постановка стала его первым опытом оперной режиссуры и вызвала критику в российской прессе. Имеет опыт постановки концертов. Давид Доиашвили выступил режиссёром концерта Нани Брегвадзе, которым открывалась Тбилисская филармония после реконструкции.
С 3 марта 2007 года — управляющий Грузинским театром музыки и драмы им. Васо Абашидзе.